# Conus circumactus
Espèce
Statut de conservation UICN

 LC  : Préoccupation mineure
Conus circumactus est une espèce de mollusques gastéropodes marins de la famille des Conidae.
Comme toutes les espèces du genre Conus, ces escargots sont prédateurs et venimeux. Ils sont capables de « piquer » les humains et doivent donc être manipulés avec précaution, voire pas du tout.

## Description
La taille d'une coquille adulte varie entre 35 mm et 75 mm. La coquille lisse est plutôt mince. La spire est bas-conique et contient des stries tournantes, généralement maculées de marron. Le verticille est strié en dessous. La couleur de la coquille est jaunâtre ou châtain clair, avec de grandes taches blanches formant une bande à l'épaule et une autre au milieu, encerclées par d'étroites lignes châtain, qui sont souvent brisées en petits points . La couleur de la base et de l'ouverture est généralement violacée. Chez Conus cinctus, Swainson 1822, les étroites lignes châtaignes sont continues, les taches blanches et l'intérieur de l'ouverture sont plus ou moins suffusés de couleur rose. 

## Distribution
Cette espèce est présente dans l'Indo-Pacifique tropical et au large de l'Australie (Queensland).

### Niveau de risque d’extinction de l’espèce
Selon l'analyse de l'UICN réalisée en 2011 pour la définition du niveau de risque d'extinction, cette espèce a une large gamme de profondeur et est présente dans l'Indo-Pacifique jusqu'aux îles Hawaï, de la Corne de l'Afrique au Mozambique et dans l'Indo-Pacifique. Cette espèce occupe plusieurs substrats différents. Il n'y a pas de menaces connues pour cette espèce à l'heure actuelle. Elle a été classée dans la catégorie " préoccupation mineure ".

## Taxonomie

### Publication originale
L'espèce Conus circumactus a été décrite pour la première fois en 1929 par le malacologiste australien Tom Iredale (1880-1972) dans la publication intitulée « Memoirs of the Queensland Museum »,.

### Synonymes
- Conus (Strategoconus) circumactus Iredale, 1929 · appellation alternative
- Conus cinctus Swainson, 1822 · non accepté
- Conus hammatus Bartsch & Rehder, 1943 · non accepté
- Conus pulchellus Swainson, 1822 · non accepté
- Vituliconus circumactus (Iredale, 1929) · non accepté

## Identifiants taxonomiques
Chaque taxon catalogué par les bases de données biologiques et taxonomiques possède un identifiant qui permet d'établir un point de référence. Les identifiants de Conus circumactus dans les principales bases sont les suivants :
AFD : Conus_(Strategoconus)_circumactus - CoL : XX6B - GBIF : 5795885 - iNaturalist : 431910 - IRMNG : 10530814 - NCBI : 591043 - UICN : 192440 - WoRMS : 426454